# 羅格涅達·羅格沃洛多芙娜
羅格涅達·羅格沃洛多芙娜，又稱波洛茨克的羅涅達（約960—約1000）是波洛茨克公国的公主，為波洛茨克王公羅格沃洛德的女兒，弗拉基米尔一世的妻子之一，其後代是波洛茨克伊亞斯拉夫的先王伊贾斯拉夫·弗拉基米罗维奇 。據《原始编年史》記述 ，她也是基辅罗斯的雅罗斯拉夫和沃里尼公国第一任沃倫斯基公爵弗谢沃洛德的母親。

## 履歷

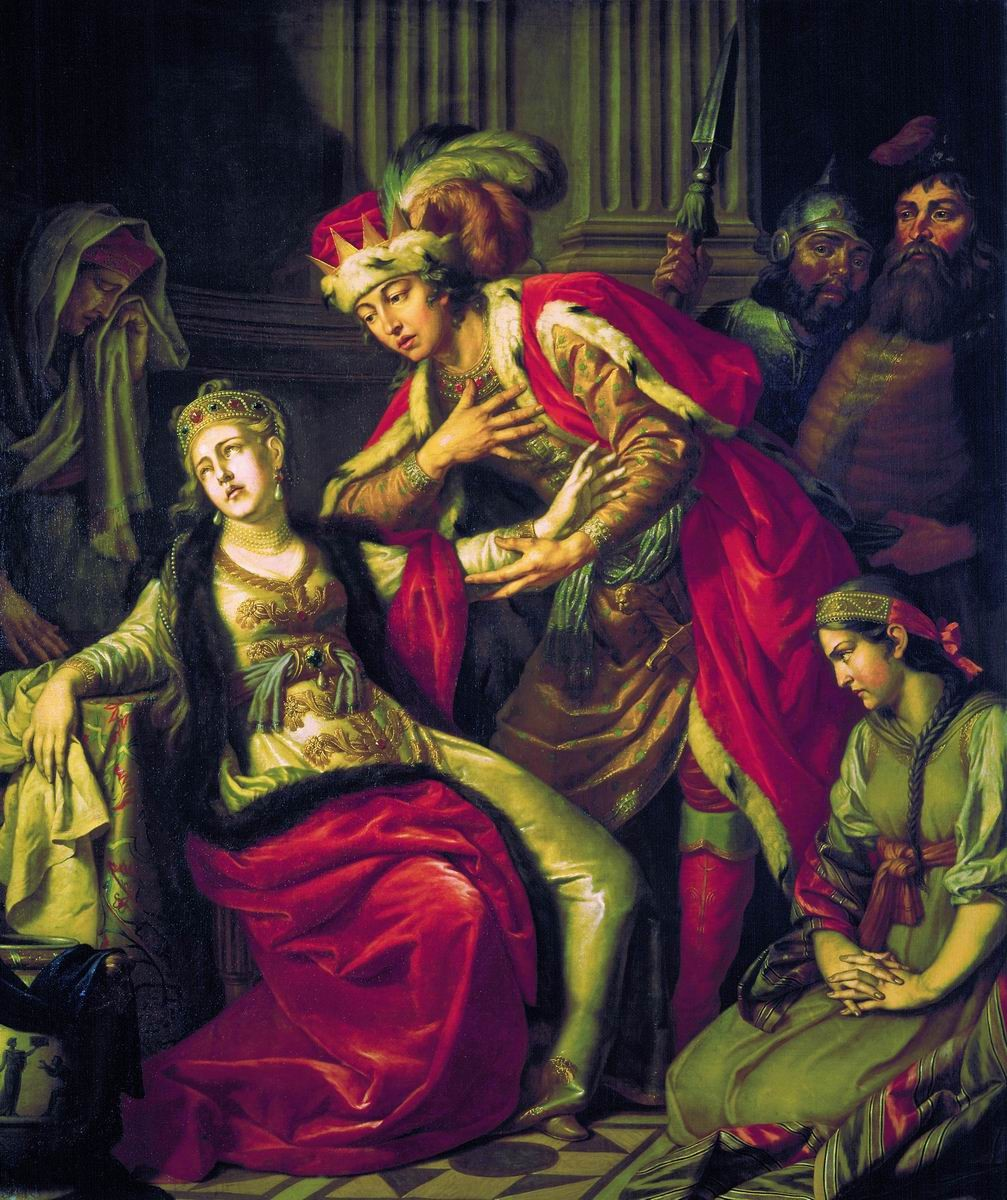
Łosienko A. P. 弗拉基米爾在羅格涅達身前 (1770)

史詩裡關於羅格涅達，是由980年弗拉基米爾·斯維亞托斯拉維奇和亚罗波尔克一世·斯维亚托斯拉维奇相爭奪權位而開始涉及其人，往年纪事和劳伦特编年史分別提供了不同版本，記述到弗拉基米爾為獲得軍事資源而尋求取羅格涅達為所嫁的過程。

### 《往年紀事》的日誌記錄
根據《原始編年史》記述，羅格涅達的生平如下：  
羅格涅達與其父一同住在波洛茨克。 980年時，诺夫哥罗德的弗拉基米爾大公（後來基輔大公）弗拉基米尔一世向其求婚，但羅格涅達是予以回絕，表示「我討厭一個奴隸的兒子要取下我的鞋履」 ，而想嫁給基輔大公亚罗波尔克一世。在978年或980年時，弗拉基米爾與瓦良格人等一起入侵了波洛茨克，俘虜了羅格涅達，並在她父母面前強姦了她，之後他是殺死了羅格涅達的兩個兄弟和他的父親羅格沃洛德。此外，他還襲擊了基辅並殺死了亞羅波爾克一世，就此變成基輔大公並再强行娶羅格涅達為妻子。相傳羅格涅達此時是被賦予了「戈里斯拉娃」（意為悲傷 ） 的名字 。弗拉基米爾當時是有許多的妻妾宮妃，羅格涅達其人就被安置於鲁伊贝奇河畔的一個小鎮上，在那裡她是生育下四個兒子和兩個女兒。 988年時，羅格涅達的兒子伊齊亞斯拉夫被安置在波洛茨克。羅格涅達是1000年左右於伊亞斯拉夫利（現代白俄罗斯的扎斯拉夫爾 ）離世。

### 其他編年史詩裡的羅格涅達

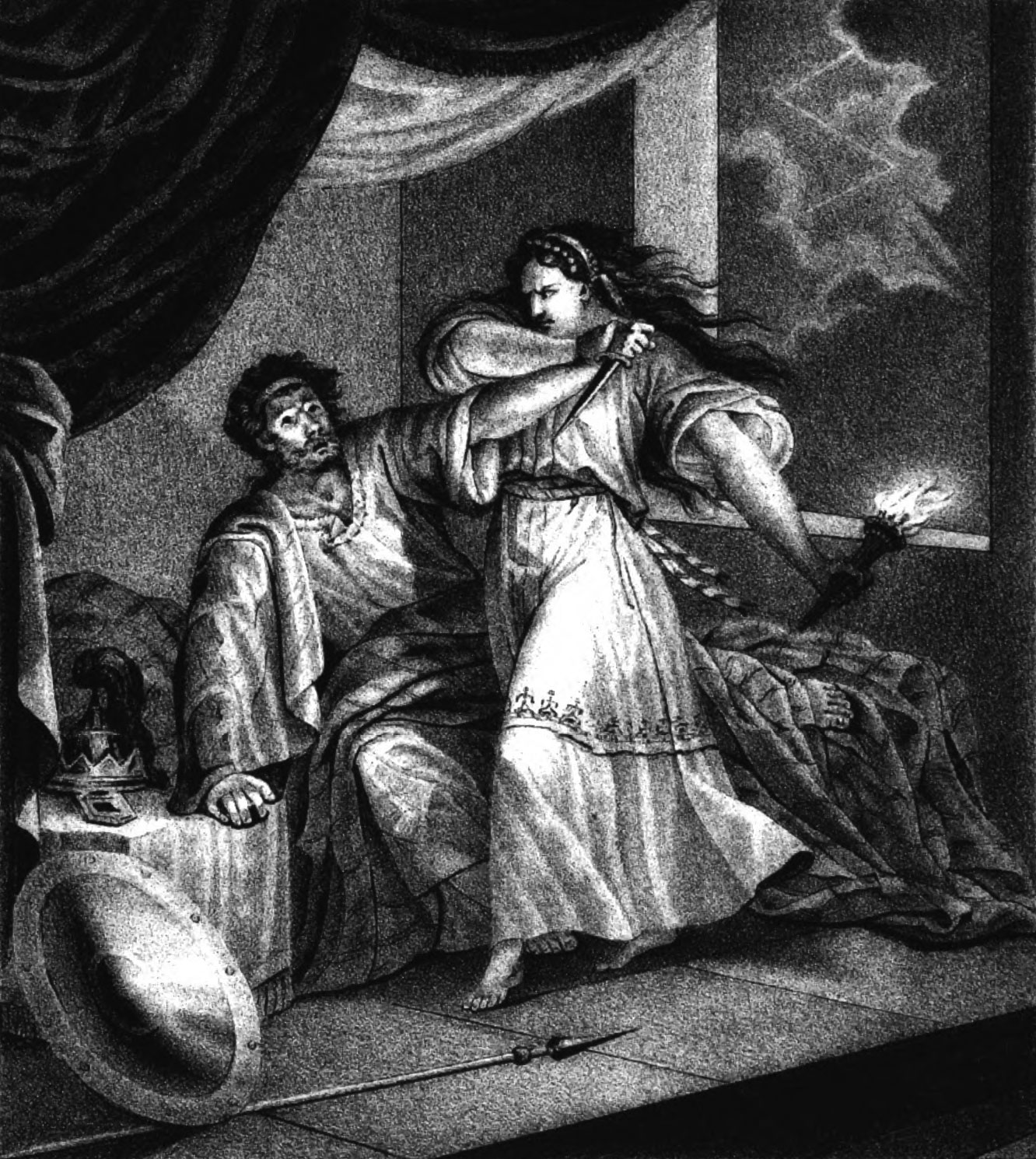
《羅格涅達對弗拉基米爾的嘗試（施襲）》
（ BA 乔里科夫，版畫， 1836 年）

其他古羅斯编年史裡也有關於羅格涅達與弗拉基米爾的故事，記述內容如下：
弗拉基米爾有著許多妻子和妃嬪，但在989年他又迎娶了拜占庭的公主安娜，拜占庭皇帝巴西尔二世要求其婚前必須受洗，由此也就是讓基督教（東正教）成為罗斯的正教。出於這個原因，被視作異教的羅格涅達就此被弗拉基米爾拋棄了。 羅格涅達由此決定殺死弗拉基米爾  ，1128年的劳伦特编年史對此有做描述。結果是嘗試失敗，然後憤怒的弗拉基米爾就將劍指向羅格涅達，命令她穿上婚紗並預備殺死她，但羅格涅達和弗拉基米爾之間的第一個孩子伊齊亞斯拉夫此時衝了進來，持劍將他母親貼著身保護起來。弗拉基米爾無法在兒子面前殺死羅格涅達，母子二人就此被弗拉基米爾囚禁在波拉茨克領土內锡维斯拉蒂河上游的一個城市.。這座城市之後就依照伊齊亞斯拉夫的名字，被命名為伊亞斯拉夫利。伊齊亞斯拉夫後來成為了波洛茨克王公，而試圖拯救被囚禁的母親但歸於失敗，在1000年時羅格涅達就在當地離世了 。
這個傳說，據說是成為波洛茨克與基輔羅斯間所起的衝突之一。

## 子嗣
《原始編年史》中記述了她與弗拉基米爾有四個兒子（伊齊亞斯拉夫、姆斯蒂斯拉夫、雅羅斯拉夫、弗謝沃洛德）和兩個女兒（無名）。
- 伊齊亞斯拉夫：981--1001。波拉茨克伊亞斯拉夫王朝的創始人。波洛茨克王公：989-1001。
- 姆斯蒂斯拉夫: 生卒年不詳。有時與弗拉基米爾的兒子、另一個穆斯蒂斯拉夫混淆，它可能被認為是一個早產兒。
- 雅罗斯拉夫：978？ ——1054。在罗斯托夫王公和诺夫哥罗德王公之後，就任基辅大公：1019-1054。
- 弗谢沃洛德 ：983或984年——1013年之前。沃倫斯基公国：987-1013之前。
- 普雷多斯拉娃  : 約莫生於983 [11] -- 1018年後。波蘭國王博莱斯瓦夫一世的側室。
- 普雷米斯拉瓦：？ ——1015年。據一些信源顯示，她於1000年成為匈牙利王國拉斯洛王子（安德烈一世的叔叔）的妻子。
- 穆斯蒂斯拉娃 ：生卒不詳。 1018年波蘭國王波列斯瓦夫一世入侵基輔時，她被稱呼作弗拉基米爾的女兒。

其中的一個兒子雅羅斯拉夫，是被質疑是否屬於羅格涅達所生的後代。1128年的劳伦特编年史是只提到她有一個兒子，但在980年中提到有四個。在魯塞尼亞諸編年史對弗拉基米爾時擁有的妻子數目、各自姓名和子嗣數目是提供了很不同的數據，而製造出矛盾不一的情形下，令這些信源記述也備受質疑，由此可假定有關訊息在歷史後期有再編撰過。以下的事實是引致起對有關子嗣訊息的質疑：與弗拉基米爾短暫的七年婚姻關係，作為被安置於其夫君首府轄地之外的妻子身份，弗拉基米爾連續三輪的婚姻宣誓，還有他本人佔有著約莫八百名妾室。

## 研究與評價

### 關於出身地
在一些史學家的觀點來看，波洛茨克的統治者諸如羅格沃洛德和羅格涅達，是來自於其他國度（或者是瓦良格人）。 羅格涅達的父親羅格沃洛德，在原始編年史裡是被描述有著渡海的經歷而到達波洛茨克建立起自己的政府。從這個描述可以推斷，羅格沃洛德和同時期图罗夫的統治者图拉茨，並非来自留里克王朝、基辅權威駐地之中，也不是來自其他东斯拉夫人的土地。
「羅格涅達」這個名字也被研究過。早在 19 世紀初，德國俄裔史學家 AL Schlosser (de)就認為 羅格涅達是Lagunhilito，而羅格沃洛德是 Ryogunbarito。著名的斯堪的納維亞史學家 EA Rizevskaya 和 TH Jackson也在研究羅格涅達和羅格沃洛德的稱呼。另一方面根據TP Timafeiva (ru)的说法，羅格涅達的名字源自斯拉夫語。還有一種說法認為，羅格涅達曾對弗拉基米爾所聲言「我討厭奴隸取接鞋履」，是她對斯拉夫習俗有所熟知的證明。

### 關於安葬地點
埋葬羅格涅達的地點並不明晰。據《特維爾編年史》 記載，在1000年時，即將死去的羅格涅達在修道院裡剃了頭髮，受洗為阿納斯塔西婭，但在其他資料中沒查到有類似的描述，史學家認為很難認定該描述是有陳述事實。1866年時，在前往明斯克路途上位處格尼萊茨河的一個舊修道院遺跡，有發現過一座被沙子掩蓋、有紅色織物等華麗裝飾的墓葬，據信這個就是羅格涅達的坟墓。現代是已找不到這個遺跡 。

### 評價
羅格涅達的兒子伊齊亞斯拉夫重建了被弗拉基米爾摧毀的波洛茨克公國，他的後裔世代都擔任著波洛茨克王公。在白羅斯，波洛茨克公國和伊齊亞斯拉夫王朝，即由羅格沃洛德、羅格涅達和伊齊亞斯拉夫的第三代子嗣所創始，被定位為白羅斯民族的根基王朝。羅格涅達的故事也作為一個白羅斯歷史上具代表的叙事而廣為傳頌。

## 以羅格涅達為主題的作品

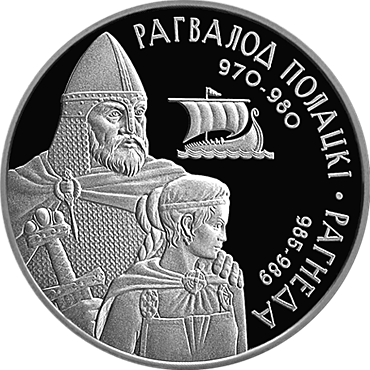
刻有羅格涅達與弗拉基米爾的硬幣
（白羅斯，2006 年）

基於她悲慘的一生，有好多名近現代的創作者都製作過以羅格涅達做主形象的作品，包括孔德拉季·雷列耶夫的詩歌（ 1821 年）和亚历山大·尼古拉耶维奇的歌劇（ 1865 年）。在繪畫、小說、芭蕾等方面也有關於羅格內達的作品。
除了藝術創作物，乌克兰基輔也有一條羅格涅達命名的街道。在白羅斯，明斯克的扎斯拉夫爾為之建立起紀念碑（ 1993 年），還有發行相應的郵票（1993 年）、硬幣（ 2006 年）等紀念該位女性。

## 備註

## 文獻目錄

### 著作
- Ч
- 國本哲男等譯，《ロシア原初年代記》，名古屋大學出版社，1987年
- Летопись Русская по Лаврентьевскому списку （页面存档备份，存于）, (dostęp 22 grudnia 2009 roku).
- Повесть временных лет （页面存档备份，存于）, (dostęp 22 grudnia 2009 roku).
- Полное собрание русских летописей, T. 15, Летописный сборник, именуемый Тверской летописью, Санкт-Петербург 1865.
- Толстой М. В., Рассказы из истории русской церкви （页面存档备份，存于）, Ks. 1, (dostęp 22 grudnia 2009 roku).

| - 服部道高《歴史の狭間のベラルーシ》東洋書店，2004 年。 - 早坂眞理《ベラルーシ 境界領域の歴史学》彩流社，2013 - Богуславский В. В., Славянская энциклопедия. Киевская Русь – Московия, Т. 2, Н–Я, Москва 2001. ISBN 5-224-02249-5. ISBN 5-224-02251-7. - Dworzaczek W., Genealogia, Warszawa 1959, (tablica 21). - Соловьёв С. М., История России с древнейших времён （页面存档备份，存于）, T. 1, Москва 1988, (dostęp 22 grudnia 2009 roku). - Заяц Ю. А., Заславль в эпоху феодализма, Минск 1995. ISBN 5-343-01350-3. - Татищев В. Н., История Российская, T. 2, Москва 1994. - Татищев В. Н., История Российская, T. 4, Москва 1994. |

## 外部鏈接
- （页面存档备份，存于）
- （页面存档备份，存于）
- （页面存档备份，存于）
- （页面存档备份，存于）